# كاتو ليكونيا (ماغنيسيا)
كاتو ليكونيا (Κάτω Λεχώνια) هي مدينة في ماغنيسيا في مقاطعة فوريا إلادا في اليونان.